# Parc national de Gashaka Gumti
Le parc national de Gashaka Gumti (anglais : Gashaka Gumti National Park) est un parc national situé dans les États de Taraba et d'Adamawa au Nigeria. Le parc national de Gashaka Gumti est créé en 1991. Il est constitué originellement par la fusion de deux domaines de chasse. C'est le plus grand parc national du Nigeria en superficie.
Le parc a été proposé en 1995 pour une inscription au patrimoine mondial et figure sur la « liste indicative » de l’UNESCO dans la catégorie patrimoine naturel.

## Menace sur le parc
Depuis 2010, les bûcherons ravagent le parc national de Gashaka Gumti pour l'exploitation de bois de Palissandre (Pterocarpus erinaceus), exporté illégalement en Chine.